# بوب مكنمارا
بوب مكنمارا هو لاعب كرة القدم الكندية كندي، ولد في 12 أغسطس 1931 في هاستينغز في الولايات المتحدة، وتوفي في 20 يوليو 2014 في منيابولس في الولايات المتحدة.